# 福本博文
福本 博文（ふくもと ひろふみ、1958年（昭和33年）12月12日 - ）は、日本の空手家（八段）。

## 来歴
福岡県鞍手郡鞍手町出身。福岡県立筑豊工業高等学校へ入学、空手部に入る。日本空手協会の初段を取るも極真空手を志し、山元守が会長を務める養秀会の支部に17歳で入門した。その後直属の師範・豊福三良の養秀会退会に従い新連盟に移籍する。21歳で空手教室を開設。会社勤めを続けながらから手の稽古を続ける。
第12回極真全日本大会に出場するが初戦判定負け。1982年（昭和57年）に、福岡県青年の船の空手部長として養秀会に再入門し、当会主催の全日本実戦空手選手権に出場。翌年には3位に食い込む。演武では、バット2本ずつを前後左右に置いて、一気に蹴り折る試割りで演武優勝する。
その後地元で常設道場を建設し福本会館と命名する。師範となり青少年に空手を指導し、40歳で養秀会の副会長に就任するが、5年後に退会し同志と特定非営利活動法人新国際空手古武道連盟を創設。同理事長に就任。空手を通じての青少年健全育成が評価され、福岡県知事より感謝状を受ける。北部九州大会や日韓武道大会を開催する。2010年8月現在、鞍手町議会議員。

## 著書
- 『やんちゃ先生一代記 空手師範と町会議員』ブイツーソリューション 2003